# 12 Who Don't Agree
12 Who Don't Agree (tiếng Nga: 12 несогласных) là một cuốn sách phi hư cấu năm 2009 của nhà văn Nga Valery Panyushkin. Cuốn sách dựa trên cuộc đời của các nhà hoạt động đối lập Nga.
12 Who Don't Agree được xuất bản năm 2009 trên tạp chí Zakharov Books (Nga). Cuốn sách này cũng đã được xuất bản trong bản dịch tiếng Anh vào năm 2011 bởi Europa Editions.

## Nhân vật
- Marina Litvinovich
- Vissarion Aseev
- Anatoliy Ermolin
- Maria Gaidar
- Ilya Yashin
- Sergei Udaltsov
- Maxim Gromov
- Natalia Morar
- Victor Shenderovich
- Andrey Illarionov
- Garry Kasparov
- Valery Panyushkin[1]- tác giả của cuốn sách

## Tổng quan
Được xuất bản tại Nga vào năm 2009, cuốn tiểu thuyết bán tự truyện 12 Who Don't Agree của nhà báo Valery Panyushkin mô tả mười hai người Nga rất khác nhau từ khắp các vùng xã hội, chính trị và kinh tế của đất nước: nhà vô địch cờ vua và chủ tịch Mặt trận Dân sự Thống nhất, Garry Kasparov. Người phụ trách chuyên mục cho tờ New Times của Nga tự do, Viktor Shenderovich. Chính trị gia độc lập trung tả trẻ tuổi; Maria Gaidar. Thủ lĩnh đầy nhiệt huyết của đảng RPR-PARNAS; Ilya Yashin. Lãnh đạo không chính thức của nhóm cộng sản cấp tiến, Đội tiên phong của Thanh niên Đỏ; Sergei Udaltsov. Lãnh đạo đảng đối lập Bolshevik; Maxim Gromov. Người từng là cố vấn của Tổng thống Vladimir Putin; Andrei Illarionov. Tổng biên tập của trang web bất đồng chính kiến nổi tiếng Pravda Beslan; Marina Litvinovich. Cựu sĩ quan cảnh sát và chính trị gia cho ' Đảng của Putin, 'Nước Nga thống nhất; Anatoly Yermolin. Nhà báo điều tra người Moldova của tạp chí New Times của Nga; Natalya Morar, và nhà hoạt động nhân quyền Vissarion Aseev.